# Thulin Typ B
Thulin Typ B var en svensktillverkad kopia av Morane-Saulnier MS G.
Under ett besök i Frankrike 1914 köpte Enoch Thulin en Morane-Saulnier MS G. Samtidigt skaffade han tillverkningsrättigheter för Morane-Saulniers flygplan. 25 april 1914 inledde han tillsammans med Otto Ask hemflygningen från Morane-Saulnier-fabriken i Villanscoublay via St Quentin, Bryssel, Kleve, Bremen, Lübeck för att landa i Landskrona 28 april. Med på flygningen medfördes en postförsändelse. Därmed var den första svenska internationella postflygningen genomförd. Flygplanet var försett med en 70 hk roterande Le Rhone stjärnmotor. Originalflygplanet såldes i samband med första världskrigets utbrott till det svenska arméflyget. Flygplanet blev nummer fem inom arméns flygväsende och flögs ofta av Nils Kindberg.
Under hösten 1914 inleder han, parallellt med tillverkningen av Thulin Typ A, en licenstillverkning av Morane-Saulnier MS G som får fabriksnamnet Thulin Typ B. Han ställer ut ett färdigt Typ B flygplan i Stockholm under Svenska Aeronautiska Sällskapets flygutställning 9–16 maj 1915. 
Flygplanet var av monoplanstyp, där vingen stagades upp med vajrar från vingen till en mast i flygplanskroppen. Från vingens undersida löpte vajrar till en central punkt i landstället. Flygplanskroppen har från motorn och bakåt ett kvadratiskt tvärsnitt. Som motor valdes den egentillverkade Thulin E som var på 50 hk. I samband med att flygplanet utvecklades i en flottörvariant byttes motorn mot den starkare Thulin A på 90 hk.
Enoch Thulin överlämnade personligen som en gåva ett flottörförsett flygplan av Typ B till Marinens flygväsende 1915. Samtidigt samlade föreningen Västernorrlands kvinnor in pengar för att köpa ett likadant flygplan som skänktes till Marinens flygväsende 1916. Flygplanen gavs registreringen M I och M II och baserades vid Öresund och södra Östersjön samt Landskrona, där det deltog i neutralitetsvakten. Båda flygplanen drabbades av haverier och kasserades i september 1917. Som förare under krigsåren tjänstgjorde även Thulin själv. Under en isspaningflygning över Östersjön i februari 1916 lokaliserade han två fastfrusna finska fartyg.
Till Thulins flygskola på Ljungbyhed tillverkades tre hjulförsedda flygplan ytterligare ett flygplan tillverkades för Enoch Thulins personliga bruk. Dessutom exporterades två flygplan av Typ B till Danmark för användning av den danska hären. 
Totalt tillverkade AETA åtta flygplan av Typ B. 

## Thulin Typ B
- M I, Thulin Typ B, augusti 1915–september 1917, totalhaveri, gåva Enock Thulin
- M II, Thulin Typ B, augusti 1916–september 1917, totalhaveri, gåva Västernorrlands kvinnor
- Nr 5, Morane-Saulnier MS 3 augusti 1914–juni 1918, kasserad, originalflygplan från Frankrike.

## Överlevare
Det finns bara ett exemplar av Thulin typ B bevarade. Det skänktes 1936 i demonterat skick till Tekniska museet i Stockholm av AB Thulinverken. På Landskrona museum finns två original vingar till Thulin typ B. 

### Utställda exemplar
Tekniska museets Thulin typ B är deponerat på Malmö museer och finns i utställningen Framtidens fordon - då och nu.